# US-amerikanische Badmintonmeisterschaft 1981
Die US-amerikanische Badmintonmeisterschaft 1981 fand im Frühjahr 1981 in San José statt.

## Finalresultate
| Disziplin    | Sieger                    | Finalist                   | Ergebnis           |
| ------------ | ------------------------- | -------------------------- | ------------------ |
| Herreneinzel | Chris Kinard              | Charles Coakley            | 15:9, 15:7         |
| Dameneinzel  | Utami Kinard              | Cheryl Carton              | 11:3, 11:5         |
| Herrendoppel | John Britton Gary Higgins | Mike Walker Mathew Fogarty | 15:6, 15:3         |
| Damendoppel  | Pam Brady Judianne Kelly  | Cheryl Carton Vicki Toutz  | 15:11, 15:9        |
| Mixed        | Danny Brady Pam Brady     | Mike Walker Judianne Kelly | 18:14, 8:15, 15:12 |